# Магромсы
Магромсы — река в России, протекает по Сургутскому району Ханты-Мансийского АО. Устье реки находится в 619 км от устья реки Большой Юган по правому берегу. Длина реки составляет 59 км, площадь водосборного бассейна — 564 км².

## Данные водного реестра
По данным государственного водного реестра России относится к Верхнеобскому бассейновому округу, водохозяйственный участок реки — Обь от города Нефтеюганск до впадения реки Иртыш, речной подбассейн реки — Обь ниже Ваха до впадения Иртыша. Речной бассейн реки — (Верхняя) Обь до впадения Иртыша.
Код объекта в государственном водном реестре — 13011100212115200047543.

## Притоки
(указано расстояние от устья)
- 7 км: река Ай-Магромсы
- 39 км: река без названия